# Carlo Luigi Grua
Carlo (Luigi) Grua (auch Pietragrua * um 1700 vermutlich in Mailand; begraben am 11. April 1773 in Mannheim) war ein italienischer Komponist und Kapellmeister der Frühklassik.

## Leben
Carlo Grua entstammte einer italienischen Musikerfamilie und war der Sohn des Mannheimer Hoforganisten Vincenzo Paolo Pietragrua (um 1657–1732 Mannheim), einem Bruder des Carlo Luigi Pietro Grua. Er selbst war von 1733 bis 1753 als Kapellmeister des Herzogs Karl III. Philipp von der Pfalz am Mannheimer Hof, für alle Bereiche der Hofmusik zuständig. Als 1753 Ignaz Holzbauer Kapellmeister wurde, war Grua lediglich für die Kirchenmusik des Hofes verantwortlich. Seine letzte erhaltene Messe entstand 1766. 
Sein Sohn Franz Paul Grua (1753–1833) war zuerst Violinist im Mannheimer Orchester und später am Münchener Hof tätig, wo er bis zum Hofkapellmeister aufstieg.

## Werke (Auswahl)
Sein Schaffen umfasst sowohl kirchliche Musik und Oratorien als auch Opern.

### Opern
- Meride (1742), Libretto G. C. Pasquini.
- La clemenza di Tito (1748), Libretto Pietro Metastasio.

### Oratorien
- La conversione di. S. Ignazio (1740), Text von L. Santorini
- Bersabea, owero il pentimento di David (1741)
- Jaele (1741), Text von L. Santorini
- Il figliuol prodigo (1742, rev. 1749), Text von G. C. Pasquini
- La missione sacerdotale (1746), Text von L. Santorini
- S. Elena al Calvario (1750), Text von Metastasio
- Das Leyden Jesu Christi (1754), Text von Metastasio